# Yuri Fudoh
Yuri Fudoh (不動裕理), född 14 oktober 1976 i Kumamoto prefektur, är en japansk golfspelare. Hon har varit på förstaplats i inkomstligan på JLPGA-touren sex år i rad 2000 till 2005, och hon blev 2000 den första spelaren på touren att tjäna 100 miljoner yen på en säsong, vilket hon uppnådde även 2003, 2004 och 2005.
2003 blev Fudoh den första att vinna tio tävlingar på ett år och tjänade mer pengar än någon av de manliga spelarna på Japanska PGA-touren. 2004 blev Fudoh den yngsta spelaren att bli permanent kvalificerad till touren, detta tack vare sin trettionde karriärseger. 2005 blev Fudoh den första JLPGA-spelare att tjäna över 800 miljoner yen.
Fudoh har sagt att hennes primära mål är att tävla i Japan och har inget intresse att tävla på LPGA-touren i USA annat än för majortävlingarna. Hon var fyra i den första utgåvan av damernas världsranking, som släpptes i februari 2006.

## Turneringssegrar
- 1999 Ito En Ladies Open
- 2000 Vernal Open, Resort Trust Ladies Open, Circle K Sunkus Ladies Open, NEC Ladies Open, Munsingwear-Tokai Classic, Sankyo Open
- 2001 Daikin Ladies Open, Vernal Classic, Yonex Open, Fujitsu Ladies Open
- 2002 Nichirei World Ladies Cup, Vernal Open, Yonex Open, Ito En Ladies Open
- 2003 Daikin Ladies Open, Bridgestone Open, Resort Trust Ladies Open, Stanley Ladies Open, New Caterpillar Mitsubishi Ladies Open, Konica Japan LPGA Championship, Munsingwear-Tokai Classic, Fujitsu Ladies Open, Ito En Ladies Classic, Ricoh JLPGA Tour Championship
- 2004 Saishunkan Ladies Classic, Vernal Open, Kosaido Cup, Stanley Ladies Open, Golf 5 Ladies Open, Japan Women's Open Championship, Ricoh JLPGA Tour Championship
- 2005 Salonpas World Ladies Cup, Suntory Open, Golf 5 Ladies Open, Konica Japan LPGA Championship, Fujitsu Ladies Open, Ito En Ladies Open

Totala segrar: 38